# ブイヨン城
ブイヨン城（フランス語: Château de Bouillon）とは、ベルギーのリュクサンブール州ブイヨンにある中世の城塞である。

## 歴史
988年に文献に初出する。それ以前には既に現在の位置に城があったとされている。城はスモワ川畔の岩がちな尾根に位置している。

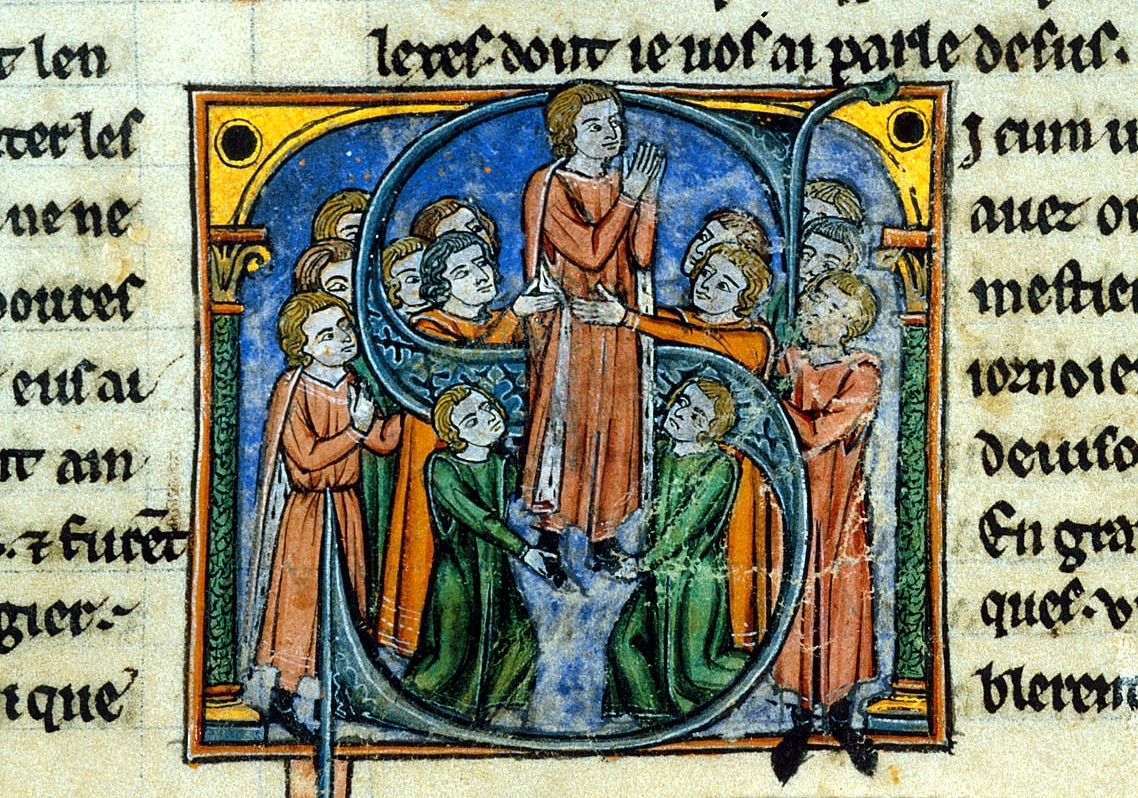
ギヨーム・ド・ティールの年代記におけるゴドフロワ・ド・ブイヨンの絵。大英博物館蔵

1082年、ゴドフロワ・ド・ブイヨンがブイヨン城に入植したが、後にリエージュ司教のオツベルに第1回十字軍の融資の見返りとして売り払っている。この城は後にセバスティアン・ル・プレストル・ド・ヴォーバンによって改修された。